# 帕拉洛馬 (阿肯色州)
帕拉洛馬（英語：Paraloma）是位於美國阿肯色州塞維爾縣的一個非建制地區。該地的面積和人口皆未知。

## 地理
帕拉洛馬的座標為33°47′52″N 94°01′09″W / 33.79778°N 94.01917°W，而該地的平均海拔高度為344米（即1129英尺）。